# Ultravox!
Ultravox! è il primo album del gruppo inglese Ultravox, registrato nel 1976 e pubblicato nel 1977.

## Tracce
1. Sat'day Night in the City of the Dead (Foxx) - 2:36
2. Life at Rainbow's End (For All the Tax Exiles on Main Street) (Foxx) - 3:44
3. Slip Away (Foxx, Currie) - 4:18
4. I Want to Be a Machine (Foxx, Currie) - 7:25
5. Wide Boys (Foxx) - 3:17
6. Dangerous Rhythm (Foxx, Currie, Cross, Cann, Shears) - 4:19
7. The Lonely Hunter (Foxx) - 3:45
8. The Wild, The Beautiful & The Damned (Foxx, Currie, Cross) - 5:52
9. My Sex (Foxx, Currie, Cross) - 3:02

Tracce bonus live sulla riedizione del disco del 2006
1. Slip Away (Foxx, Currie) – 4:12
2. Modern Love (Cann, Cross, Currie, Foxx, Shears) – 2:31
3. The Wild, The Beautiful and the Damned (Foxx, Currie, Cross) – 5:18
4. My Sex (Foxx, Currie, Cross) – 3:05

## Formazione
- John Foxx: voce, armonica a bocca su traccia 1
- Stevie Shears: chitarra
- Chris Cross: basso, cori
- Warren Cann: batteria, cori
- Billy Currie: violino

## Produzione
- Brian Eno: primo produttore
- Steve Lillywhite: secondo produttore
- Terry Barham: ingegnere assistente